# Jacqueline de Decker
Pour les articles homonymes, voir Decker.
Jacqueline de Decker, née en Belgique le 5 mai 1913 et décédée le 3 avril 2009, est la fondatrice avec Mère Teresa d'une association de malades et de souffrants qui coopère avec les Missionnaires de la Charité.

## Biographie
Jacqueline de Decker est née le 5 mai 1913, issue d'une ancienne famille belge, dans une fratrie de neuf enfants. Son père est un homme d'affaires aisé, possesseur de plantations au Brésil et en Indonésie.

### Vocation missionnaire, Résistance belge, départ en Inde
À dix-sept ans, elle ressent la vocation de missionnaire. Elle poursuit alors ses études supérieures à l'Université catholique de Louvain, où elle est diplômée en sociologie ; elle est également diplômée en soins infirmiers et en premiers secours. Elle devient infirmière et s'occupe des blessés à Anvers pendant la Seconde Guerre mondiale. Elle participe à la Résistance belge, s'occupant des soldats britanniques évadés qui cherchent à retourner en Angleterre. Elle est décorée pour cela. 
Un prêtre jésuite lui conseille d'aller en Inde ; elle décide de partir pour Madras. Pendant le voyage, elle apprend que le prêtre qui l'avait conseillée vient de mourir ; arrivée à destination avec peu d'argent et sans guide, elle s'habitue à vivre modestement, et adopte le sari traditionnel local. Pendant deux ans, elle vit seule parmi les pauvres de Madras et s'efforce de soulager leur misère. 

### Rencontre avec Mère Teresa
Apprenant par un autre prêtre jésuite (Pierre Ceyrac?) qu'une religieuse des sœurs de Lorette a tout quitté pour vivre parmi les pauvres en adoptant elle aussi le sari, Jacqueline de Decker part la retrouver. Fin 1948, elle rencontre ainsi Mère Teresa. À l'époque, celle-ci apprend les rudiments des soins médicaux chez les Sœurs des Missions Médicales à Patna, dans l'État du Bihar. Les deux ont été attirées l'une à l'autre par une foi commune en Jésus Christ et le désir d'aider les pauvres.

### Paralysie partielle, fondation des Coopérateurs souffrants
Souhaitant rejoindre l'institut religieux nouvellement fondé par Mère Teresa, Jacqueline de Decker se heurte à de graves problèmes de santé qui l'en empêchent. Elle retourne en Belgique, et y apprend qu'elle a une maladie grave. Elle y subit plusieurs interventions et quinze greffes pour éviter la paralysie totale. Elle reste cependant paralysée à 80 %, et écrit à son amie qu'elle ne pourra pas retourner en Inde. Elles débutent ainsi une longue correspondance. Après quelques années, Mère Teresa lui demande en 1952 de devenir son bras droit, c'est-à-dire d'être comme sa sœur spirituelle, en offrant ses souffrances à Dieu pour le succès de leur travail,,. Elle lui écrit : 

« En te liant spirituellement à nos efforts, tu participeras par l'offrande de tes souffrances et ta prière à notre travail dans les bidonvilles. Notre tâche est gigantesque et j'ai besoin de beaucoup d'ouvriers. Mais j'ai besoin aussi d'âmes comme la tienne qui souffrent et prient pour le succès de notre entreprise. Veux tu accepter d'offrir tes souffrances à tes sœurs d'ici pour leur donner chaque jour la force d'accomplir leur œuvre de miséricorde ? »

— Mère Teresa, Lettre, octobre 1952

### Organisation et extension de l'œuvre
Jacqueline de Decker assume la tâche d'organiser et de promouvoir cet apostolat de la prière et de don de soi parmi les malades. À chaque personne qu'elle rencontre souffrant d'une maladie, elle donne l'objectif de soutenir par la prière une des Missionnaires de la Charité,. Ainsi naît le parrainage de chaque religieux ou religieuse par une personne malade ou souffrante. Le 12 avril 1953, les 37 premières novices de Mère Teresa font leur profession religieuse, Jacqueline de Decker a trouvé autant de malades pour les prendre en charge. Lorsque les Missionnaires de la Charité sont plus de 2 000, les coopérateurs malades et souffrants augmentent de même. Quand le Vatican reconnaît l'Association des coopérateurs, elle devient le lien international. Depuis son lit, elle continue à fédérer des malades jusqu'au nombre de 5 000, sur plus de cinquante pays. En 1979, elle accompagne Mère Teresa lorsque celle-ci reçoit le Prix Nobel,.
Étendant son œuvre à l'aide sociale auprès d'environ 2 000 prostituées, Jacqueline de Decker les visite dans un véhicule aménagé.
Pendant trente-cinq ans, elle dirige cette œuvre d'aide sociale et de parrainage, depuis son modeste appartement de la banlieue d'Anvers. Le parrainage repose sur l'amitié et la prière.
Au début des années 1990, les coopérateurs malades et souffrants sont 6 000, mais traversent plus tard une « crise profonde » : Mère Teresa décide, peu avant de mourir en 1997, que cette association doit être transférée sous l'égide de sa congrégation des Missionnaires de la Charité ; cette décision autoritaire est diversement appréciée. 
Jacqueline de Decker meurt le 3 avril 2009.

## L'œuvre des coopérateurs souffrants
En décembre 2010, les coopérateurs malades et souffrants sont 3 000. Ils sont désormais sous la responsabilité directe des Missionnaires de la Charité.